# NGC 6111
NGC 6111 est une galaxie elliptique située dans la constellation du Dragon. Sa vitesse par rapport au fond diffus cosmologique est de 9 445 ± 0 km/s, ce qui correspond à une distance de Hubble de 139,3 ± 9,8 Mpc (∼454 millions d'al). NGC 6111 a été découverte par l'astronome américain Lewis Swift en 1887.
On voit distinctement sur l'image obtenue du relevé SDSS deux galaxies à la position de NGC 6111. La base de données NASA/IPAC qui mentionne que NGC 6111 est une paire de galaxies, mais aucune des sources consultées ne mentionnent ce fait. La galaxie à l'est de NGC 6111 semble être à l'avant plan, mais elle n'est pas identifiée par la base de données NASA/IPAC. Les coordonnées indiquées par cette base de données pour NGC 6111 correspondent à un point situé entre les deux noyaux brillants des galaxies.